# Donamaria
Donamaria (en espagnol Donamaría) est une ville et une municipalité de la Communauté forale de Navarre (Espagne).
Elle est située dans la zone bascophone de la province où la langue basque est coofficielle avec l'espagnol et à 56 km de sa capitale, Pampelune. Elle est constituée de deux noyaux de populations, Gaztelu et Donamaria. Cette municipalité a été fondée par Jaime Donamaria Alvarez de Eulza, lequel, au XVe siècle, donna le dit territoire en remerciement pour l'aide apportée à Charles III de Navarre dans une de ses batailles. Donamaria est composé des communes suivantes : Askarraga, Artze, Gaztelu, Igurin et Uxarrea. Le secrétaire de mairie est aussi celui de Beintza-Labaien, Oitz et Urrotz.

## Localités limitrophes
Doneztebe au nord, Bertizarana et Baztan à l'est, Oitz à l'ouest et la vallée d'Ultzama au sud.

## Division linguistique
En 2011, 90% de la population de Donamaria avait le basque comme langue maternelle. La population totale située dans la zone bascophone en 2018, comprenant 64 municipalités dont Donamaria, était bilingue à 60.8%, à cela s'ajoute 10.7% de bilingues réceptifs.

### Droit
En accord avec Loi forale 18/1986 du 15 décembre sur le basque, la Navarre est linguistiquement divisée en trois zones. Cette municipalité fait partie de la zone bascophone où l'utilisation du basque y est majoritaire. Le basque et le castillan sont utilisés dans l'administration publique, les médias, les manifestations culturelles et en éducation cependant l'usage courant du basque y est majoritaire et encouragé le plus souvent.

## Patrimoine

### Patrimoine civil
- Maison-tour Jauregia.

### Patrimoine religieux
- Église de Notre-Dame-de-l'Assomption avec une tour campanille cylindrique et le toit conique. Elle est en forme de croix.
- Église de Santo Domingo de Gaztelu
- Couvent des carmélites déchaussées.

### Sources
- (es) Cet article est partiellement ou en totalité issu de l’article de Wikipédia en espagnol intitulé « Donamaría » (voir la liste des auteurs).